# خوان کارلوس بلنگو
خوان کارلوس بلنگو (انگلیسی: Juan Carlos Blengio؛ زادهٔ ۲۶ ژوئن ۱۹۸۰) بازیکن فوتبال اهل آرژانتین است.
از باشگاه‌هایی که در آن بازی کرده‌است می‌توان به باشگاه فوتبال آترومیتوس، باشگاه فوتبال جیمناسیا لاپلاتا، و باشگاه فوتبال اتلتیکو تیگره اشاره کرد.